# MTV Select
MTV Select è stato un programma storico della rete MTV Italia (trasmesso anche in Canada sempre da MTV), condotto nelle sue varie edizioni da: Victoria Cabello, Marco Maccarini, Giorgia Surina, Francesco Mandelli, Kris & Kris, Fabrizio Biggio, Camila Raznovich, Marcello Martini, Valeria Bilello, Daniele Bossari, Enrico Silvestrin e Paolo Ruffini.
Select era un video juke box in cui il telespettatore poteva richiedere via e-mail o telefonando, e parlando quindi direttamente con i conduttori, il video del proprio cantante preferito. Inoltre il programma mandava in onda per la prima volta i nuovi video degli autori più importanti di cui i conduttori comunicavano le notizie più curiose.
Inoltre, ogni settimana erano presenti in studio degli artisti famosi e i loro fan, telefonando, avevano la possibilità di far loro delle domande. Per esempio, nella puntata dell'11 ottobre 1999 furono ospiti i Savage Garden.
Nel fine settimana invece andava in onda la Top Selection ovvero la classifica dei venti video più richiesti della settimana.
Le prime edizioni, fino a quella condotta da Marco Maccarini e Giorgia Surina, andarono in diretta da Londra cambiando così nome in Select London. Titolo ripreso nuovamente nell'edizione estiva 2001 condotta da Giorgia e Biggio, trasmessa sempre da Londra. Il programma che rimpiazzò Select fu Most Wanted, condotto da Alessandro Cattelan.